# فرج الغشيان
فرج عبد الله الغشيان (مواليد 29 أبريل 2000) هو لاعب كرة قدم سعودي.

## مسيرة اللاعب
بدأ مع النصر و وصل للفريق الأول في عام 2019 و أعير إلى نادي القادسية مطلع عام 2020 ضمن صفقة انتقال اللاعب خالد الغنام و اصيب بالرباط الصليبي و غاب لمدة سنتين و عاد إلى نادي القادسية في صيف 2022 ووقع مع نادي القيصومة في عام 2023.

## وصلات خارجية
- فرج الغشيان على موقع Soccerway.com (الإنجليزية)
- فرج الغشيان على موقع كووورة